# Chatham House Rule
La Chatham House Rule è una regola convenzionale che disciplina la confidenzialità, in relazione alla fonte (ma non al contenuto) di informazioni scambiate nel corso di discussioni in riunioni a porte chiuse. Questa regola nasce nel giugno 1927 presso il Royal Institute of International Affairs, noto anche come Chatham House.. Dal 2002 la formulazione della regola è la seguente:
Lo scopo di questa regola è offrire la possibilità, a chi partecipa a una riunione, di parlare liberamente, potendo beneficiare della garanzia che le opinioni che esprimeranno non saranno riportate all'esterno come provenienti da loro. In questo modo, i relatori potranno esprimere le loro opinioni, senza doversi preoccupare delle possibili ricadute sulla loro reputazione e in relazione agli obblighi nascenti dalle cariche ricoperte.
Lo scopo della regola è garantire l'anonimato a coloro che si confrontano in un consesso, in modo da incoraggiare un dialogo aperto e la condivisione di informazioni, conseguendo un miglioramento delle relazioni internazionali. Questa regola è ora utilizzata a livello internazionale ed è considerata un aiuto alla libera discussione. Il testo originario della regola fu perfezionato nell'ottobre 1992 e poi di nuovo nel 2002. La Chatham House ha tradotto la regola in arabo, cinese, francese, tedesco, portoghese, spagnolo e russo.
Un convegno o un seminario può essere tenuto in modalità on the record, oppure applicando la Chatham House Rule. In tale ultimo caso, si considera che tutti i partecipanti abbiano concordato che la discussione sarà condotta in libertà e che tutti loro saranno soggetti alla regola di confidenzialità.
Trattandosi di una norma che non ha valore giuridico, ma rappresenta solo un impegno morale, il suo successo è condizionato al rispetto volontario da parte dei partecipanti a un incontro, dato che la sua trasgressione non comporta reali sanzioni.